# Enrique Hill
Der Enrique Hill  (englisch; bulgarisch хълм Енрике chalm Enrike) ist ein 156 m hoher und unvereister Hügel auf der Livingston-Insel im Archipel der Südlichen Shetlandinseln. Er ragt 1,53 km ostnordöstlich des Dulo Hill, 0,85 km ostsüdöstlich des Battenberg Hill und 1,4 km nordwestlich des Penca Hill in den Dospey Heights der Ray Promontory auf der Byers-Halbinsel auf. Die Barclay Bay liegt östlich und nordöstlich von ihm.
Spanische Wissenschaftler kartierten ihn 1992, bulgarische im Jahr 2010. Die bulgarische Kommission für Antarktische Geographische Namen benannte ihn 2010 nach dem spanischen Geologen Jorge Enrique von der Universität Barcelona, dem am 30. Dezember 1991 gemeinsam mit Francesc Sàbat die Erstbesteigung des Mount Friesland gelungen war.